# Denemarken op de Olympische Zomerspelen 1912
Denemarken nam deel aan de Olympische Zomerspelen 1912 in Stockholm, Zweden. Met twaalf medailles waren het succesvolle spelen voor de Denen.

## Medailleoverzicht
| Sport       | Olympiër | Discipline                      | Medaille |
| ----------- | --- | ------------------------------- | -------- |
| Roeien      | Ejler Allert Jörgen Hansen Carl Möller Carl Pedersen Poul Hartmann | vier-met (m)                    | Goud     |
| Schermen    | Ivan Joseph Martin Osiier | degen (m)                       | Zilver   |
| Schietsport | Lars Madsen | 300m vrij geweer 3 posities (m) | Zilver   |
| Tennis      | Sofie Castenschiold | enkelspel indoor (v)            | Zilver   |
| Turnen      | Peter Villemoes Andersen Soren Peter Christensen Ingvald Eriksen George Falcke Torkild Garp Hans Trier Hansen Johannes Hansen Rasmus Hansen Jens Kristian Jensen Alfred Jensen Valdemar Baggild Karl Kirk Jens Kirkegaard Olaf Kjems Carl Otto Laurits Larsen Jens Peter Martinus Laursen Marius Lefevre Poul Mark Einar Olsen Hans Pedersen Hans Eiler Pedersen Olaf Pedersen Peder Pedersen Jorgen Ravn Aksel Sorensen Soren Thorborg Kristen Vadgaard Johannes Vinther | team Zweeds systeem (m)         | Zilver   |
| Voetbal     | Sofus Hansen Nils Middelboe Harald Hansen Charles Buchwald Emil Jorgensen Paul Berth Oscar Nielsen Axel Tufvesson Anton Olsen Sofus Nielsen Vilhelm Wolfhagen Hjalmar Christoffersen Axel Petersen Ivar Lykke Poul Nielsen | mannen                          | Zilver   |
| Zeilen      | Steen Herschend Sven Thomsen Hans Meulengracht-Madsen | 6m klasse (m)                   | Zilver   |
| Roeien      | Erik Bisgaard Rasmus Frandsen Mikael Simonsen Poul Thymann Eigil Clemmensen | vier-met (m)                    | Brons    |
| Schietsport | Niels Larsen | 300m vrij geweer 3 posities (m) | Brons    |
| Schietsport | Ole Olsen Lars Madsen Niels Larsen Niels Andersen Laurits Larsen Jens Hajslund | vrij geweer team (m)            | Brons    |
| Turnen      | Axel Andersen Hjalmart Andersen Halvor Birch Wilhelm Grimmelmann Arvor Hansen Christian Hansen Marius Hansen Charles Jensen Hjalmar Johansen Poul Preben Jorgensen Carl Krebs Vigo Meulengracht Madsen Lukas Nielsen Rikard Nordstrom Steen Lerche Olsen Oluf Olsson Carl Pedersen Kristian Pedersen Niels Petersen Christian Svendsen | team vrij systeem (m)           | Brons    |
| Worstelen   | Søren Jensen | -82,5kg Grieks-Romeins (m)      | Brons    |

## Resultaten per onderdeel

### Atletiek
| Olympiër                                      | Discipline                | Resultaat | Prestatie                                       |
| --------------------------------------------- | ------------------------- | --------- | ----------------------------------------------- |
| Vilhelm Gylche                                | 10 km snelwandelen (m)    | DNF       | serie 2: 4de in 51.13,8 finale: niet gefinisht  |
| Niels Petersen                                | 10 km snelwandelen (m)    | DSQ       | serie 2: gediskwalificeerd                      |
| Aage Rasmussen                                | 10 km snelwandelen (m)    | 4e        | serie 1: 3de in 48.15,8 finale: 4de in 48.00,00 |
| Johannes Christensen                          | marathon (m)              | 29e       | 3:21.57,4                                       |
| Olaf Lodal                                    | marathon (m)              | 30e       | 3:21.57,6                                       |
| Fritz Vikke                                   | polsstokhoogspringen (m)  | 16e       | voorronde: 16de met 3,40m                       |
| Svend Langkjær                                | tienkamp (m)              | 26e       | 1830,850 punten                                 |
| Holger Baden                                  | veldlopen individueel (m) | DNF       | niet gefinisht                                  |
| Karl Christiansen                             | veldlopen individueel (m) | 14e       | 49.06,4                                         |
| Fritz Danild                                  | veldlopen individueel (m) | DNF       | niet gefinisht                                  |
| Karl Jensen                                   | veldlopen individueel (m) | DNF       | niet gefinisht                                  |
| Viggo Petersen                                | veldlopen individueel (m) | 23e       | 53.00,8                                         |
| Steen Rasmussen                               | veldlopen individueel (m) | 28e       | 55.27,0                                         |
| Gerhard Topp                                  | veldlopen individueel (m) | 26e       | 54.24,9                                         |
| Karl Christiansen Viggo Petersen Gerhard Topp | veldlopen team (m)        | 5e        | 63 punten                                       |

### Moderne vijfkamp
| Olympiër         | Discipline | Resultaat | Prestatie      |
| ---------------- | ---------- | --------- | -------------- |
| Kai Jølver       | mannen     | 22e       | 123 punten     |
| Vilhelm Laybourn | mannen     | DNF       | niet gefinisht |
| Johannes Ussing  | mannen     | DNF       | niet gefinisht |
| Theodor Zeilau   | mannen     | DNF       | niet gefinisht |

### Paardensport
| Olympiër                                | Discipline  | Resultaat | Prestatie |
| Dressuur                                | Dressuur    | Dressuur  | Dressuur |
| --------------------------------------- | ----------- | --------- | --- |
| Rudolf Keyper                           | individueel | 16e       | 111 strafpunten |
| Carl Saunte                             | individueel | 18e       | 120 strafpunten |
| Eventing                                |             |           | |
| Frode Kirkebjerg                        | individueel | DNF       | tijdrit: 1ste in 3.58,50 cross-country: 23ste met 56 strafpunten steeplechase: 1ste met 0 strafpunten springconcours: niet gestart |
| Carl Kraft                              | individueel | DNF       | tijdrit: 1ste in 3.55,38 cross-country: 1ste met 0 strafpunten steeplechase: niet gestart                                          |
| Carl Saunte                             | individueel | DNF       | tijdrit: niet gefinisht |
| Frode Kirkebjerg Carl Kraft Carl Saunte | team        | DNF       | tijdrit: niet gefinisht |

### Roeien
| Olympiër                                                                    | Discipline             | Resultaat | Prestatie                                                                    |
| --------------------------------------------------------------------------- | ---------------------- | --------- | ---------------------------------------------------------------------------- |
| Mikael Simonsen                                                             | skiff (m)              | DNF       | serie 6: 1ste in 8.14,00 kwartfinale: niet gestart                           |
| Erik Bisgaard Ejgil Clemmensen Rasmus Frandsen Mikael Simonsen Poul Thymann | vier-met (m)           | Brons     | serie 1: 1ste in 7.20,00 kwartfinale: 1ste in 7.09,0 halve finale: 2de       |
| Theodor Eyrich Knud Gøtke Marius Jørgensen Johan Praem Silva Smedberg       | vier-met (m)           | series    | serie 5: 2de                                                                 |
| Ejler Allert Christian Hansen Poul Hartmann Carl Møller Carl Pedersen       | vier-met inriggers (m) | Goud      | serie 2: 1ste in 7.52,00 halve finale: 1ste in 7.59,5 finale: 1ste in 7.44,6 |

### Schermen
| Olympiër                                                                          | Discipline     | Resultaat | Prestatie                                                                                 |
| --------------------------------------------------------------------------------- | -------------- | --------- | ----------------------------------------------------------------------------------------- |
| Oluf Berntsen                                                                     | degen (m)      | 79e       | 1ste ronde groep N: 5de                                                                   |
| Jens Berthelsen                                                                   | degen (m)      | 48e       | 1ste ronde groep B: 3de kwartfinale groep F: 6de                                          |
| Einar Levison                                                                     | degen (m)      | 18e       | 1ste ronde groep A: 1ste kwartfinale groep C: 3de halve finale groep D: 4de               |
| Hans Olsen                                                                        | degen (m)      | 91e       | 1ste ronde groep M: 8ste                                                                  |
| Ivan Osiier                                                                       | degen (m)      | Zilver    | 1ste ronde groep K: 1ste kwartfinale groep A: 1ste halve finale groep C: 1ste finale: 2de |
| Lauritz Østrup                                                                    | degen (m)      | 58e       | 1ste ronde groep P: 4de                                                                   |
| Oluf Berntsen Jens Berthelsen Ejnar Levison Hans Olsen Ivan Osiier Lauritz Østrup | degen team (m) | 5e        | 1ste ronde groep D: 1ste halve finale groep A: 3de                                        |
| Oluf Berntsen                                                                     | floret (m)     | 72e       | 1ste ronde groep M: 4de                                                                   |
| Jens Berthelsen                                                                   | floret (m)     | 26e       | 1ste ronde groep E: 3de kwartfinale groep B: 4de                                          |
| Einar Levison                                                                     | floret (m)     | 38e       | 1ste ronde groep J: 1ste kwartfinale groep H: 4de                                         |
| Hans Olsen                                                                        | floret (m)     | 89e       | 1ste ronde groep G: 6de                                                                   |
| Ivan Osiier                                                                       | floret (m)     | 20e       | 1ste ronde groep K: 1ste kwartfinale groep E: 1ste halve finale groep B: 5de              |
| Lauritz Østrup                                                                    | floret (m)     | 35e       | 1ste ronde groep O: 3de kwartfinale groep G: 4de                                          |

### Schietsport
| Olympiër                                                                               | Discipline                          | Resultaat | Prestatie                 |
| -------------------------------------------------------------------------------------- | ----------------------------------- | --------- | ------------------------- |
| Povl Gerlow                                                                            | 50m geweer liggend (m)              | 38e       | 167 punten                |
| Frants Nielsen                                                                         | 50m geweer liggend (m)              | 26e       | 180 punten                |
| Hans Denver                                                                            | 300m vrij geweer 3 posities (m)     | DNF       | niet gefinisht            |
| Povl Gerlow                                                                            | 300m vrij geweer 3 posities (m)     | 60e       | 772 punten: (283-256-233) |
| Jens Hajslund                                                                          | 300m vrij geweer 3 posities (m)     | DNF       | niet gefinisht            |
| Laurits Larsen                                                                         | 300m vrij geweer 3 posities (m)     | 33e       | 894 punten: (317-277-300) |
| Niels Larsen                                                                           | 300m vrij geweer 3 posities (m)     | Brons     | 962 punten: (355-334-273) |
| Lars Jørgen Madsen                                                                     | 300m vrij geweer 3 posities (m)     | Zilver    | 981 punten: (330-333-318) |
| Anders Peter Nielsen                                                                   | 300m vrij geweer 3 posities (m)     | 47e       | 849 punten: (313-292-244) |
| Frants Nielsen                                                                         | 300m vrij geweer 3 posities (m)     | 46e       | 851 punten: (293-290-268) |
| Ole Olsen                                                                              | 300m vrij geweer 3 posities (m)     | 12e       | 926 punten: (320-291-315) |
| Hans Schultz                                                                           | 300m vrij geweer 3 posities (m)     | 52e       | 808 punten: (276-296-236) |
| Christian Tauson                                                                       | 300m vrij geweer 3 posities (m)     | 16e       | 921 punten: (334-324-263) |
| Rasmus Friis                                                                           | 600m vrij geweer (m)                | 48e       | 74 punten                 |
| Hans Schultz                                                                           | 600m vrij geweer (m)                | 44e       | 75 punten                 |
| Povl Gerlow                                                                            | 300m militair geweer 3 posities (m) | 74e       | 64 punten: (44-20)        |
| Niels Larsen                                                                           | 300m militair geweer 3 posities (m) | 63e       | 70 punten: (35-35)        |
| Hans Schultz                                                                           | 300m militair geweer 3 posities (m) | 36e       | 82 punten: (47-35)        |
| Povl Gerlow                                                                            | 25m geweer (m)                      | 31e       | 174 punten                |
| Povl Gerlow                                                                            | 300m militair geweer 3 posities (m) | 74e       | 64 punten: (44-20)        |
| Laurits Larsen                                                                         | 50m pistool (m)                     | 21e       | 432 punten                |
| Niels Larsen                                                                           | 50m pistool (m)                     | 41e       | 405 punten                |
| Lars Madsen                                                                            | 50m pistool (m)                     | 14e       | 452 punten                |
| Anders Peter Nielsen                                                                   | 50m pistool (m)                     | 50e       | 355 punten                |
| Frants Nielsen                                                                         | 50m pistool (m)                     | 40e       | 406 punten                |
| Peter Nielsen                                                                          | 50m pistool (m)                     | 43e       | 397 punten                |
| Niels Andersen Lars Jørgen Madsen Hans Schultz Niels Larsen Jens Hajslund Rasmus Friis | militair geweer team (m)            | 8e        | 1419 punten               |
| Niels Andersen Jens Hajslund Laurits Larsen Niels Larsen Lars Jørgen Madsen Ole Olsen  | vrij geweer team (m)                | Brons     | 5570 punten               |
| Povl Gerlow Lars Jørgen Madsen Frants Nielsen Hans Denver                              | 50m geweer team (m)                 | 5e        | 708 punten                |

### Tennis
| Olympiër                        | Discipline     | Resultaat | Prestatie |
| Indoor                          | Indoor         | Indoor    | Indoor |
| ------------------------------- | -------------- | --------- | --- |
| Erik Larsen                     | enkelspel (m)  | 16e       | 1ste ronde: V van FRA Gobert: 6-8, 1-6, 7-5, 6-8 |
|                                 |                |           | |
| Thora Castenschiold             | enkelspel (v)  | Zilver    | 1ste ronde: vrij kwartfinale: W van GBR Aitchison: 2-6, 6-2, 6-1 halve finale: W van SWE Fick: 6-4, 6-4 finale: V van GBR Hannam: 4-6, 3-6                         |
|                                 |                |           | |
| Thora Castenschiold Erik Larsen | dubbelspel (g) | 5e        | 1ste ronde: vrij kwartfinale: V van GBR Aitchison/Barrett: 0-6, 3-6                                                                                                |
| Outdoor                         |                |           | |
| Jørgen Arenholt                 | enkelspel (m)  | 31e       | 1ste ronde: vrij 2de ronde: V van DEN Ingerslev: 2-6, 6-1, 0-6, 4-6                                                                                                |
| Ove Fredriksen                  | enkelspel (m)  | 31e       | 1ste ronde: vrij 2de ronde: V van GER von Müller: 2-6, 1-6, 4-6 |
| Ernst Frigast                   | enkelspel (m)  | 31e       | 1ste ronde: vrij 2de ronde: V van RSA Winslow: 5-7, 2-6, 3-6 |
| Victor Hansen                   | enkelspel (m)  | 16e       | 1ste ronde: vrij 2de ronde: vrij 3de ronde: V van HUN von Kehrling: 2-6, 1-6, 8-6, 4-6                                                                             |
| Vagn Ingerslev                  | enkelspel (m)  | 9e        | 1ste ronde: vrij 2de ronde: W van DEN Jørgen Arenholt: 6-2, 1-6, 6-0, 6-4 3de ronde: W van SWE Grönfors: 6-1, 6-2, 6-2 4de ronde: V van RSA Winslow: 4-6, 6-8, 4-6 |
| Aage Madsen                     | enkelspel (m)  | 31e       | 1ste ronde: vrij 2de ronde: V van DEN Thayssen: 1-6, 3-6, 6-3, 3-6                                                                                                 |
| Leif Rovsing                    | enkelspel (m)  | 17e       | 1ste ronde: vrij 2de ronde: vrij 3de ronde: V van SWE Wennergren: 6-4, 7-9, 8-6, 1-6, 1-6                                                                          |
| Axel Thayssen                   | enkelspel (m)  | 17e       | 1ste ronde: vrij 2de ronde: W van DEN Aage Madsen: 6-1, 6-3, 3-6, 6-3 3de ronde: V van V van RSA Winslow: 4-6, 6-3, 4-6, 4-6                                       |
| Jørgen Arenholt Vagn Ingerslev  | dubbelspel (m) | 15e       | 1ste ronde: V van RSA Kitson/Winslow: 4-6, 1-6, 4-6 |
| Victor Hansen/Leif Rovsing      | dubbelspel (m) | 9e        | 1ste ronde: vrij 2de ronde: V van RUS Alenitsyn/Elston: 6-2, 3-6, 5-7, 3-6                                                                                         |
| Aage Madsen/Axel Thayssen       | dubbelspel (m) | 9e        | 1ste ronde: W van BOH Hykš/Šebek: 6-3, 6-4, 6-4 2de ronde: V van SWE Nylén/Wennergren: 1-6, 2-6, 4-6                                                               |
| Ove Frederiksen/Ernst Frigast   | dubbelspel (m) | 9e        | 1ste ronde: vrij 2de ronde: V van GER Heyden/Spiess: 2-6, 5-7, 3-6                                                                                                 |

### Turnen
| Olympiër | Discipline                       | Resultaat | Prestatie     |
| --- | -------------------------------- | --------- | ------------- |
| Axel Andersen | meerkamp individueel (m)         | 33e       | 98,75 punten  |
| Arvor Hansen | meerkamp individueel (m)         | 26e       | 107,50 punten |
| Charles Jensen | meerkamp individueel (m)         | 30e       | 103,75 punten |
| Einar Møbius | meerkamp individueel (m)         | 40e       | 86,75 punten  |
| Carl Pedersen | meerkamp individueel (m)         | 34e       | 97,25 punten  |
| Axel Andersen | meerkamp individueel (m)         | 34e       | 97,25 punten  |
| Axel Andersen Hjalmart Andersen Halvor Birch Wilhelm Grimmelmann Arvor Hansen Christian Hansen Marius Hansen Charles Jensen Hjalmar Johansen Poul Preben Jorgensen Carl Krebs Vigo Meulengracht Madsen Lukas Nielsen Rikard Nordstrom Steen Lerche Olsen Oluf Olsson Carl Pedersen Kristian Pedersen Niels Petersen Christian Svendsen | meerkamp team vrij systeem (m)   | Brons     | 21,25 punten  |
| Peter Villemoes Andersen Soren Peter Christensen Ingvald Eriksen George Falcke Torkild Garp Hans Trier Hansen Johannes Hansen Rasmus Hansen Jens Kristian Jensen Alfred Jensen Valdemar Baggild Karl Kirk Jens Kirkegaard Olaf Kjems Carl Otto Laurits Larsen Jens Peter Martinus Laursen Marius Lefevre Poul Mark Einar Olsen Hans Pedersen Hans Eiler Pedersen Olaf Pedersen Peder Pedersen Jorgen Ravn Aksel Sorensen Soren Thorborg Kristen Vadgaard Johannes Vinther | meerkamp team Zweeds systeem (m) | Zilver    | 898,84 punten |

### Voetbal
| Olympiër | Discipline | Resultaat | Prestatie                                                                                               |
| --- | ---------- | --------- | --- |
| Sofus Hansen Nils Middelboe Harald Hansen Charles Buchwald Emil Jorgensen Paul Berth Oscar Nielsen Axel Tufvesson Anton Olsen Sofus Nielsen Vilhelm Wolfhagen Hjalmar Christoffersen Axel Petersen Ivar Lykke Poul Nielsen | mannen     | Zilver    | 1ste ronde: W van Noorwegen: 7-0 halve finale: W van Nederland: 4-1 finale: V van Groot-Brittannië: 2-4 |

### Wielersport
| Olympiër                                                            | Discipline         | Resultaat | Prestatie      |
| ------------------------------------------------------------------- | ------------------ | --------- | -------------- |
| Charles Hansen                                                      | tijdrit (m)        | 32e       | 11:40.04,00    |
| Otto Jensen                                                         | tijdrit (m)        | DNF       | niet gefinisht |
| Olaf Meyland-Smith                                                  | tijdrit (m)        | 25e       | 11:32.24,2     |
| Valdemar Nielsen                                                    | tijdrit (m)        | 72e       | 12:33.09,2     |
| Valdemar Christoffer Nielsen                                        | tijdrit (m)        | DNF       | niet gefinisht |
| Godtfred Olsen                                                      | tijdrit (m)        | 53e       | 12:06.18,8     |
| Hans Olsen                                                          | tijdrit (m)        | DNF       | niet gefinisht |
| Johannes Reinwaldt                                                  | tijdrit (m)        | 48e       | 11:57.20,0     |
| Charles Hansen Olaf Meyland-Smith Godtfred Olsen Johannes Reinwaldt | ploegentijdrit (m) | 8e        | 47:16.07,00    |

### Worstelen
| Olympiër         | Discipline     | Resultaat      | Prestatie |
| Grieks-Romeins   | Grieks-Romeins | Grieks-Romeins | Grieks-Romeins |
| ---------------- | -------------- | -------------- | --- |
| Carl Hansen      | -60kg (m)      | 26e            | 1ste ronde: V van SWE Andersson 2de ronde: V van FIN Koskelo |
| Verner Hetmar    | -60kg (m)      | 9e             | 1ste ronde: W van FIN Mustonen 2de ronde: W van RUS Meesits 3de ronde: V van FIN Haapanen 4de ronde: W van AUT Schärer 5de ronde: V van FIN Koskelo                                                                             |
| Frederik Hansen  | -67,5kg (m)    | 11e            | 1ste ronde: W van HUN Szántó 2de ronde: W van HUN Markus 3de ronde: V van AUT Fischer 4de ronde: W van FIN Urvikko 5de ronde: V van HUN Radvány                                                                                 |
| Anders Andersen  | -75kg (m)      | 26e            | 1ste ronde: V van GER Kurz 2de ronde: V van FIN Holm |
| Hvitfeldt Hansen | -75kg (m)      | 26e            | 1ste ronde: V van SWE Johansson 2de ronde: V van NED Sint |
| Jens Christensen | -82,5kg (m)    | 6e             | 1ste ronde: W van SWE Nilsson 2de ronde: V van SWE Ahlgren 3de ronde: W van AUT Barl 4de ronde: vrij 5de ronde: V van FIN Böhling                                                                                               |
| Johannes Eriksen | -82,5kg (m)    | 6e             | 1ste ronde: V van FIN Wiklund 2de ronde: W van SWE Fogelmark 3de ronde: W van FIN Salila 4de ronde: W van GER Oehler 5de ronde: V van FIN Rajala                                                                                |
| Otto Nagel       | -82,5kg (m)    | 20e            | 1ste ronde: V van GER Oehler 2de ronde: V van FIN Rajala |
| Søren Jensen     | +82,5kg (m)    | 11e            | 1ste ronde: W van GBR Barrett 2de ronde: W van FIN Lindfors 3de ronde: W van FIN Pelander 4de ronde: V van FIN Saarela 5de ronde: W van FIN Backenius 6de ronde: vrij finale: V van FIN Saarela zilveren finale: V van FIN Olin |

### Zeilen
| Olympiër                                              | Discipline | Resultaat | Prestatie          |
| ----------------------------------------------------- | ---------- | --------- | ------------------ |
| Steen Herschend Hans Meulengracht-Madsen Sven Thomsen | 6m klasse  | Zilver    | 13 punten: (7-3-3) |

### Zwemmen
| Olympiër        | Discipline           | Resultaat | Prestatie               |
| --------------- | -------------------- | --------- | ----------------------- |
| Harry Hedegaard | 400m vrije slag (m)  | series    | serie 6: 5de in 7.07,8  |
| Harry Hedegaard | 1500m vrije slag (m) | 15e       | serie 3: 3de in 28.32,4 |

Australazië · België · Bohemen · Canada · Chili · Denemarken · Duitsland · Egypte · Finland · Frankrijk · Griekenland · Groot-Brittannië · Hongarije · IJsland · Italië · Japan · Luxemburg · Nederland · Noorwegen · Oostenrijk · Portugal · Rusland · Servië · Turkije · Verenigde Staten · Zuid-Afrika · Zweden · Zwitserland